# Ch-27
Ch-27 (Ch-27PS, ros. Х-27ПС, ozn. NATO: AS-12 Kegler) – radziecki pocisk przeciwradarowy klasy powietrze-ziemia z lat 80 XX wieku.

## Historia
Równolegle z pracami nad rakietami Ch-23 (naprowadzana radiokomendowo) i Ch-25 (naprowadzana na cel podświetlony wiązką lasera) w biurze konstrukcyjnym OKB Zwiezda prowadzono prace nad rakieta przeciwradiolokacyjną. Rakieta otrzymała oznaczenie Ch-27PS (skrót od ros. passiwnoje samonawiedienije – samonaprowadzanie pasywne), lecz później stosowano także samo oznaczenie Ch-27. Nosiła też oznaczenie fabryczne „wyrób 72” (ros. izdielije 72). Prace rozpoczęto formalnie na podstawie postanowienia z 15 sierpnia 1972 roku. Rakieta była zbliżona konstrukcyjnie do Ch-23 i Ch-25, różniła się głównie pasywną głowicą naprowadzającą się na źródło promieniowania radiowego, inną głowicą bojową, dwuzakresowym silnikiem rakietowym z bardziej energetycznym paliwem, pozwalającym zwiększyć prędkość lotu i zasięg z 10 km, oraz autopilotem.
Próby państwowe rakiety Ch-27 przeprowadzono na samolocie MiG-23BM w latach 1975–1977. Formalnie została przyjęta na uzbrojenie postanowieniem władz (Komitetu Centralnego KPZR i Rady Ministrów ZSRR) 2 września 1980 roku. Przeznaczona była przede wszystkim dla samolotów MiG-23BM/BK i MiG-27. Ch-27 mogła być przenoszona przez samoloty MIG-25 i Su-17. Ch-27 znajdowała się na uzbrojeniu stosunkowo krótko. Jeszcze przed przyjęciem jej do uzbrojenia w OKB Zwiezda rozpoczęto prace nad modułowym pociskiem Ch-25M, opartym na konstrukcji Ch-27, którego wersja Ch-25MP została następcą Ch-27.

## Opis
Pierwszy przedział pocisku zajmowała głowica samonaprowadzająca, z charakterystyczną stożkową obudową i niewielkimi destabilizatorami w tylnej części głowicy. Pasywna głowica naprowadzająca była wyposażona w dwie anteny dostrojone do częstotliwości radarów systemów przeciwlotniczych MIM-14 Nike Hercules i MIM-23 Hawk (podstawowe systemy przeciwlotnicze NATO w latach 70 XX w.). Jednakże rakieta miała niewystarczający zasięg do zwalczania tych systemów spoza ich strefy rażenia, toteż od początku zakładano, że będzie służyć przede wszystkim do walki z systemami bliskiego zasięgu wojsk lądowych jak Crotale i Roland. Stosowano dwie głowice samonaprowadzania: PRGS-1WP pracująca w paśmie A (długość rakiety 4194 mm, masa 301 kg, oznaczenie izdielije 721) i PRGS-2WP pracująca w paśmie A’ (długość 4294 mm, masa 303 kg, oznaczenie izdielije 72). W drugim przedziale była aparatura kierowania i autopilot oraz powierzchnie sterowe. W trzecim przedziale była głowica bojowa odłamkowo-burząca F-27 o masie 90 kg. Silnik rakietowy na paliwo stałe PRD-276 (lub 276M) miał czas pracy 11,5 s i był dwuzakresowy: szybko rozpędzał rakietę rozwijając ciąg ok. 2000 kG, a następnie podtrzymywał lot z prędkością marszową. Prędkość maksymalna wynosiła 850 m/s (3060 km/h), a czas lotu do 90 s. Rakieta w końcowym odcinku lotu wykonywała górkę i uderzała w cel pod kątem 20-30°. Taki tor lotu zapewniał skuteczniejsze porażenie celu i był możliwy dzięki nowemu autopilotowi SUR-273. Wykrycie celów dla rakiety i programowanie głowicy przed odpaleniem zapewniała aparatura Wjuga w podwieszanym zasobniku.
Zasięg zwalczania celów wynosił do 40 km. Przy odpaleniu w locie z dużą prędkością na wysokości 12 km podczas prób zasięg oceniono na 37 km, a przy odpaleniu z wysokości 50 m spadał on do 17 km. Prawdopodobieństwo trafienia z dokładnością do 10 m oceniano na 0,7.